# Idealismo britannico
L'idealismo britannico o inglese, chiamato anche idealismo di Oxford, è stato un movimento filosofico predominante in Inghilterra tra la seconda metà dell'Ottocento e i primi decenni del Novecento.
La sua denominazione deriva dalle posizioni idealistiche dei suoi rappresentanti che, attratti dal Romanticismo tedesco, si richiamavano a Kant e soprattutto a Hegel, seppur modificandone in parte i contenuti, divenendo fautori di un idealismo assoluto.
Figure di spicco del movimento sono stati Thomas Hill Green, Francis Herbert Bradley e Bernard Bosanquet. Al di fuori dei confini isolani, in ogni caso, l'idealismo britannico suscitò scarso interesse.

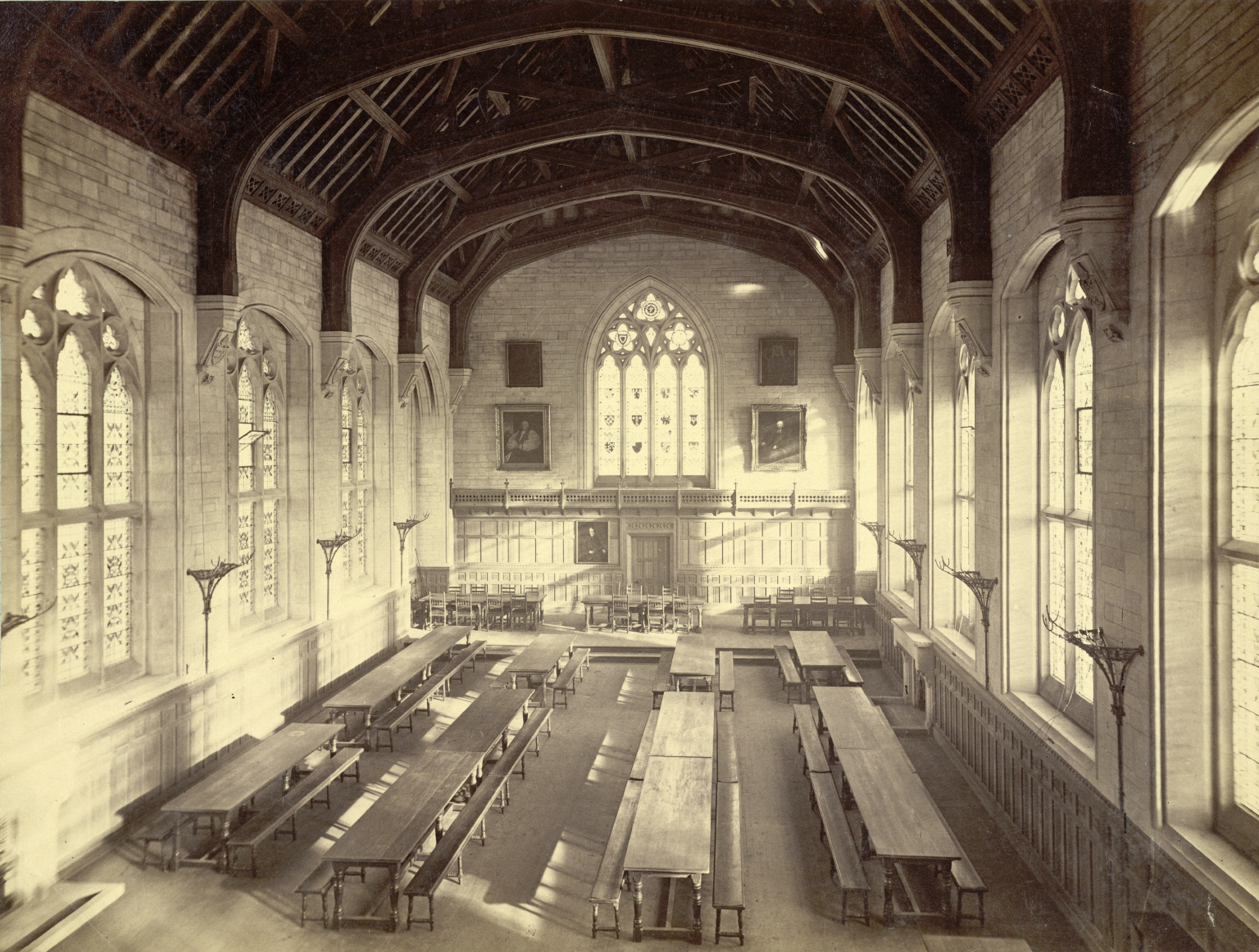
Immagine storica della Great Hall al Balliol College di Oxford, centro propulsore dell'idealismo britannico.

## Origini
Le fonti dell'idealismo britannico possono essere fatte risalire, da un lato, al neoplatonismo seicentesco della scuola di Cambridge, portato avanti nel Settecento da Berkeley, Norris, e Collier, dall'altro all'idealismo tedesco introdotto da Samuel Taylor Coleridge (1772–1834). Nonostante quest'ultimo abbia poi finito per imporsi, «nel suo fondo l'idealismo inglese» secondo Pucelle «rimane platonico».
Non è da trascurare inoltre la predominanza dei risvolti pragmatici e delle tematiche religiose che da sempre caratterizzano la filosofia anglosassone. In questa prospettiva l'idealismo britannico, in contrapposizione all'imperante positivismo, mirava soprattutto a soddisfare la necessità di un'etica basata su valori ideali e religiosi contrapponendola alla morale utilitaristica basata sulla sociologia.

## Fasi
Nella storia dell'idealismo britannico si possono distinguere varie fasi, di cui la prima fu caratterizzata da saggisti come Thomas Carlyle (1795–1881) e lo stesso Coleridge, che fecero in un certo senso da precursori ispirandosi a Kant e a Fichte.
Seguì un periodo di assimilazione degli idealisti tedeschi da parte di James Frederick Ferrier (1808–1864), John Grote, e soprattutto di James Hutchison Stirling (1820–1909), che nel 1865 con l'opera Il segreto di Hegel, diffuse per primo in Inghilterra il pensiero di Hegel, presentato come l'evoluzione della filosofia trascendentale di Kant.
Una terza fase è quella in cui l'idealismo fu coltivato prevalentemente da poeti, tra cui William Wordsworth (1770–1850), Robert Browning (1812–1889), ancora Coleridge, e da teologi come Maurice (1805–1872), James Martineau (1805–1900), John Henry Newman (1801–1890).

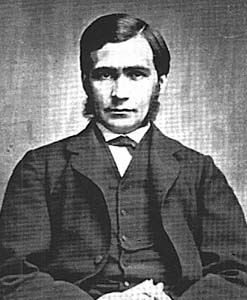
Thomas Hill Green

Nella quarta fase si sviluppava la filosofia della religione di Thomas Hill Green (1836–1882), Edward Caird (1835–1908), William Wallace (1844–1897), oltre al personalismo di Andrew Seth (1856–1931), che approdarono a una sintesi del sistema dialettico hegeliano con l'applicazione dei principi religiosi cristiani.

Green, in particolare, contestò dell'empirismo di Hume non solo la riduzione della coscienza ad un insieme di idee e percezioni, ma anche il riconoscimento di connessioni puramente esteriori tra quest'ultime, al posto delle quali pose la «Coscienza universale» a fondamento dell'attività conoscitiva.
L'ultima fase, la più importante, si distingue per il monismo assoluto di Francis Herbert Bradley (1846–1924), che con l'opera Apparenza e realtà del 1893 affermava l'aspetto contraddittorio dell'esperienza sensibile, e da qui la necessità di andare oltre la contingenza, elevando l'idealismo assoluto hegeliano a sintesi di finito ed infinito. Quello del Bradley sembra tuttavia un hegelismo rovesciato laddove egli rileva la natura illusoria e inconsistente della contraddizione, che per Hegel aveva all'opposto un carattere di realtà.

### L'idealismo scettico di Bradley

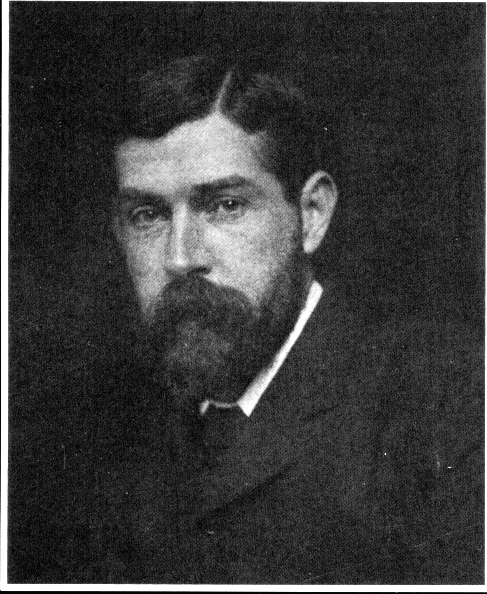
Francis Herbert Bradley

In effetti l'Assoluto come lo presentava Bradley appariva con un'impostazione quasi neoplatonica, come la negazione di tutte quelle (apparenti) mediazioni razionali che danno luogo a delle relazioni, mentre esso resta un Tutto «non-relazionale».
In tal senso il suo idealismo, sia pure pervaso da tensione romantica, può dirsi scettico perché risale all'Assoluto per via negativa, per progressivi gradi di minore apparenza relazionale e sempre maggiore «realtà» unitaria, colta non dialetticamente ma semmai nell'esperienza etica o estetica.
La concezione di Bradley diede adito perciò ad accese polemiche da parte di quanti rivendicavano la funzione essenziale della contraddizione nella dialettica hegeliana, come Bernard Bosanquet (1848–1923), che pure ne seguiva l'impostazione di fondo, e così l'ultimo importante esponente del neoidealismo inglese, John Ellis McTaggart (1866–1925), che ne rigettò il monismo nell'opera La natura dell'esistenza (1921): questi, pur richiamandosi agli aspetti spirituali del pensiero hegeliano, lo reintepretava in senso personalistico, facendo dell'individuo umano non un semplice modello finito dell'Assoluto, ma un essere irriducibile ad ogni mediazione.
Discepolo di Bradley fu Harold H. Joachim (1868–1938), il quale opponendosi ai realisti ribadiva come la verità, essendo un «Intero», non possa essere data da una relazione cognitiva, mentre l'idealista americano Josiah Royce cercava di superare le difficoltà poste da Bradley alla pensabilità di ogni relazione.

### Ulteriori sviluppi
Joachim e McTaggart possono essere ricompresi in una seconda generazione di idealisti inglesi, composta anche da John H. Muirhead (1855–1940), Robin G. Collingwood (1889–1943), John Watson (1847–1939), Henry Jones (1852–1922), John Stuart Mackenzie (1860–1935) e altri, molti dei quali formarono un nuovo gruppo a Glasgow, dove peraltro aveva insegnato Edward Caird con suo fratello John.
Un ulteriore passo verso l'abbandono del monismo assoluto in favore di un idealismo sempre più personalistico si ebbe con James Black Baillie (1872–1940), che con lo scritto Studi sulla natura umana, di fronte al dramma della prima guerra mondiale, ripudiò l'ottimismo dello storicismo hegeliano, e tornò di fatto alla tradizionale filosofia empiristica inglese, incentrata sull'uomo singolo e la concretezza dell'esperienza.
La crisi del neoidealismo inglese fu accentuata dalle posizioni avverse di George Edward Moore e Bertrand Russell, i quali erano stati giovani allievi a Cambridge del primo idealismo britannico, ma che essi rigettarono per dar vita alla nuova corrente della filosofia analitica: questa si sarebbe in seguito imposta a livello nazionale e nel mondo anglosassone in generale.
Verso la fine degli anni 50, tuttavia, vari aspetti della filosofia analitica furono contestati da G. Mure (1893–1979) nel suo Retreat From Truth (Oxford, 1958), che prese le difese del punto di vista idealistico, ed è pertanto considerato l'ultima grande figura di questa tradizione.

## Tematiche
Complessivamente, l'idealismo britannico vede un innesto dell'Assoluto hegeliano sui contenuti moralistici e personalistici desunti da Kant.
Alla tematica dell'Io inteso come libertà, prevalente in Coleridge, succede quella dell'unione indissolubile di soggetto e oggetto che diventa centrale in Ferrier.
Si approda infine ad una visione organica del Tutto, in cui consiste l'unità delle idee, che non sono singole entità definite da nessi esteriori, ma risultano interiormente collegate per formare una totalità monistica che è appunto l'oggetto della filosofia, ed in cui anche le varie scienze, nonché la religione e la poesia, non possono venire separate l'una dall'altra, poiché piuttosto ognuna rivolge semplicemente uno sguardo diverso su tale unica realtà.
Sul piano etico-sociale, strettamente legato alla dimensione gnoseologica, prevale il presupposto che l'individuo non possa essere compreso senza la società in cui è inserito. Lo Stato non dovrebbe solo tutelare la libertà, ma anche aiutare gli individui a realizzare se stessi al suo interno. Analogamente il diritto non è qualcosa che sussiste indipendentemente nella natura, ma contribuisce al raggiungimento degli obiettivi dello Stato, in un'unità di teoria e prassi.
In opposizione al positivismo e all'evoluzionismo, emerge inoltre soprattutto in Thomas Green una critica al liberalismo contrattualista e all'edonismo. Per questa sua caratteristica l'idealismo britannico è stato a lungo «dimenticato» a causa del lungo predominio della filosofia analitica, sebbene negli ultimi anni abbia conosciuto un rinnovato interesse per la possibilità di fondarvi un liberalismo maggiormente socialdemocratico.